# Katjoesja Continental Team
Katjoesja Continental Team was een Russische wielerploeg die van 2008 tot en met 2010 actief was in de continentale circuits van de UCI. De laatste twee seizoen fungeerde het team als opleidingsploeg van Team Katjoesja. Léon Vitsjnevski was de manager van de ploeg. De ploeg bestond enkel uit Russische renners.

## Bekende oud-renners
- Denis Galimzjanov (2008)
- Aleksej Markov (2008)
- Timofej Kritski (2008–2009)
- Nikita Novikov (2008–2009)
- Aleksandr Porsev (2008–2009)
- Petr Ignatenko (2009)
- Aleksandr Mironov (2009)
- Boris Sjpilevski (2010)